# Identificació projectiva
La identificació projectiva és un terme introduït per Melanie Klein i amplament adoptat en psicoteràpia psicoanalítica. Es pot utilitzar com a tipus de defensa, un mètode de comunicació, una forma primitiva de relació, o un camí envers el canvi psicològic; utilitzat per deslliurar el jo de parts indesitjades o per controlar un altri.
Segons l'Associació Psicològica americana, l'expressió pot tenir dues accepcions:
- En psicoanàlisi, la identificació projectiva és un mecanisme de defensa en el qual l'individu projecta els seus defectes (qualitats indesitjables) en una altra persona, i aquella persona les introjecta i les creu seves.

- Segons la teoria de la relació de l'objecte de Klein, la identificació projectiva és un mecanisme de defensa en el qual una persona imagina que la part negativa del seu jo se separa i és projectada sobre un altre, per tal de protegir el seu jo bo.

La identificació projectiva va més enllà del concepte freudià de la projecció psicològica. En paraules d'R.D. Laing, «l'individu no utilitza l'altre merament com un ganxo on penjar-hi les projeccions; en realitat s'esforça per trobar en l'altre, o per convertir-lo, en la reencarnació de la seva projecció». Els sentiments als que no es pot accedir de maner conscient, es projecten defensivament en una altra persona, amb l'objectiu d'evocar-los.

## Experiència
La identificació projectiva és una eina potent de comunicació interpersonal.
El destinatari de la projecció pot sofrir una pèrdua d'identitat i de percepció, ja que es troben presos i manipulats per la fantasia de l'altra persona. Si la projecció pot ser acceptada i entesa, tanmateix, es pot rebre molta informació del projector.
La identificació projectiva difereix de la projecció simple en que la projectiva pot esdevenir una profecia autocomplerta, en tant una persona, creient alguna cosa falsa sobre un altre, l'influeix o coacciona fins a arribar a la projecció precisa. En casos extrems, el destinatari pot perdre qualsevol sentit del seu jo real i veure's reduït al recipient passiu de projeccions externes, com si es trobés posseït per elles. Aquest fenomen també es dona quan es fa llum de gas.

## Objectes projectats
Els objectes (sensacions, actituds) que surten a la llum en la identificació projectiva té diverses classes – bones i dolentes, ideals i abjectes.
Un pacient podria projectar esperança al seu terapeuta, quan de manera conscient ja no pot identificar-la; en altres casos un pacient podria projectar la seva por a la mort.
Un individu pot projectar agressivitat, per deslliurar-se d'ella i convertir-se en una persona més tranquil·la. També pot projectar desig carnal, de manera que passaria a tenir un comportament asexualitzat.
A més, quan l'individu projecta aspectes positius (ideals), pot sentir dependència de l'objecte d'identificació. Igual passaria si projectés els seus aspectes negatius.

## Intensitat
La identificació projectiva pot tenir lloc amb graus variables d'intensitat. En personalitats menys perjudicades, la identificació projectiva no és només un camí de treure fora els seus sentiments, sinó també els permet rebre ajuda. En casos de narcisisme, es poden donar projeccions molt potents i difuminar la distinció entre el jo i l'altre.

## Tipus
S'han distingit diverses variant d'identificació projectiva al llarg dels anys:
- Identificació projectiva adquisitiva: on algú pren els atributs d'algú altre - quan en la identificació projectiva, aquest externalitza els seus atributs.[20]
- Contra-identificació projectiva: quan el terapeuta, involuntàriament, adopta les projeccions del pacient inclús fora de les sessions.[21]
- Identificació projectiva dual: un concepte introduït per Joan Lachkar, que ocorre quan ambdós companys en una relació projecten simultàniament l'un en l'altre. Tots dos neguen les projeccions emeses i tots dos accepten les projeccions rebudes.[22]

Una divisió també ha estat feta entre la identificació projectiva normal i la patològica, on el que l'objecte s'ha esmicolat en porcions diminutes abans de ser projectades al receptor.

## En psicoteràpia
Com succeeix amb la transferència i la contratransferència, la identificació projectiva pot ser una clau potencial en l'enteniment terapèutic, especialment on gradualment el terapeuta és capaç de tolerar i contenir els aspectes indesitjats o negatius del pacient.
L'anàlisi transaccional emfasitza la necessitat que té el jo "adult" del terapeuta (un estat d'ego centrat en l'avaluació objectiva de la realitat) en mantenir-se asèptic.

## Parella ferida
Els problemes en les relacions sentimentals poden estar vinculats a la divisió del treball emocional dins de la parella, causada per la identificació projectiva. Així, es troben casos on un membre es l'únic competent, l'únic romàntic o l'únic agressiu, mentre que l'altre esdevé un subjecte passiu en aquest camp.
Les teories de Jung descriuen la dinàmica resultant amb el nom "parella ferida", una identificació projectiva en la que un carrega les característiques primàries de la contrapart.

## Respostes
La resistència conscient a la identificació projectiva pot generar en el receptor certaculpabilitat per rebutjar la projecció, mentre que l'emissor pot sentir enuig, ràbia o frustració per no assolir la projecció.